# مرکیه (ماسال)

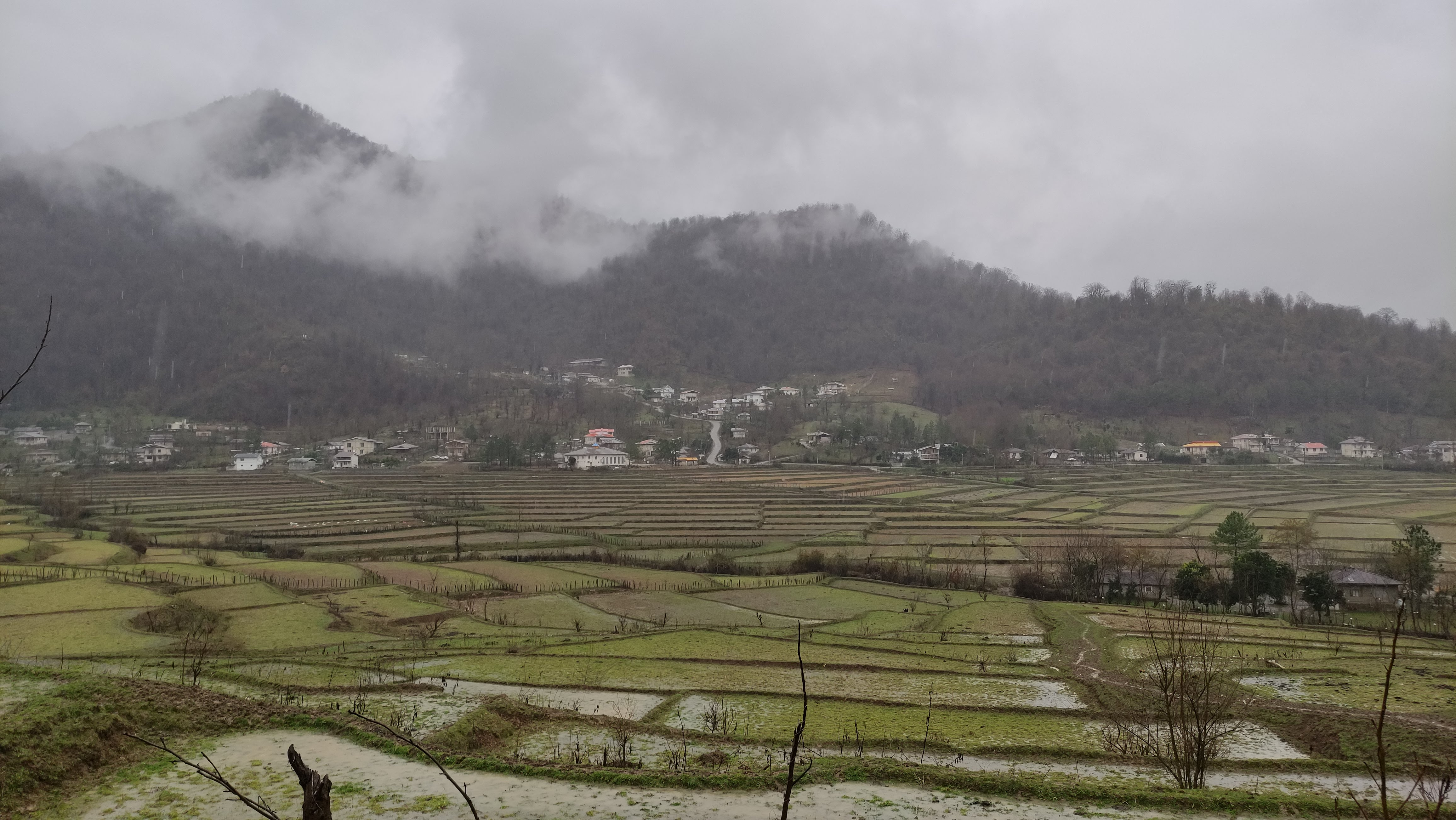

مرکیه ، روستایی از توابع بخش مرکزی شهرستان ماسال در استان گیلان ایران است.

## جمعیت
این روستا در دهستان حومه قرار دارد و براساس سرشماری مرکز آمار ایران در سال ۱۳۸۵، جمعیت آن ۱۱۰۰ نفر (۲۵۰خانوار) بوداست.